# Kereszténydemokraták (Svédország)
A Kereszténydemokraták (svédül: Kristdemokraterna, rövidítve kd) egy svédországi politikai párt. 1964-ben alapították, de csak 1985-ben jutott be a parlamentbe a Centrum Párttal választási szövetségben, 1991-ben pedig egyedül. Vezetője 2004. április 3. óta Göran Hägglund. Elődje Alf Svensson volt, aki 1973 óta vezette a pártot. A párt legfontosabb programpontjai a következők:
- az idősek ellátásának javítása;
- a gyermekellátás módjának szabad megválasztása a családok számára;
- a vállalkozásokra vonatkozó szabályok egyszerűsítése;
- adócsökkentés a növekedés ösztönzése és a munkanélküliség csökkentése érdekében.

A párt nevének rövidítése 1996-ig hosszú időn keresztül KDS volt. Ez akkor változott meg, amikor a párt a Kereszténydemokrata Egység helyett a mai elnevezést vette fel.

## Szavazó bázisuk
A párt jobbközép kereszténydemokrata szellemiségű, történelmileg a legfőbb szavazói az evangélikus közösségek közül kerülnek ki: metodisták, baptisták és a pünkösdi-karizmatikus mozgalom követői. Az egyház legtöbb követője Småland tartomány területén él. Emellett népszerűek a felső-középosztály körében. A párt magát "emberarcú neoliberális"-nak írja le magát. Gazdasági kérdésekben a párt a gazdasági liberalizmust követi.

## Fordítás
- Ez a szócikk részben vagy egészben a Christian Democrats (Sweden) című angol Wikipédia-szócikk ezen változatának fordításán alapul.  Az eredeti cikk szerkesztőit annak laptörténete sorolja fel. Ez a jelzés csupán a megfogalmazás eredetét és a szerzői jogokat jelzi, nem szolgál a cikkben szereplő információk forrásmegjelöléseként.

## Külső hivatkozások
- Hivatalos honlap (svéd)